# Robert Redford
Robert Redford (Charles Robert Redford Jr.; n. 18 august 1936, Santa Monica, California, SUA) este un actor, regizor, producător, model și filantrop american. Fondatorul Festivalului de Film Sundance, Redford a primit Premiul Oscar de două ori, în 1981 pentru regia filmului Oameni obișnuiți și pentru întreaga sa activitate în 2003.

## Viața privată
Redford s-a născut în Santa Monica, California, ca fiu al lui Martha W. și Charles Robert Redford Sr. (19 noiembrie 1914 – 2 aprilie 1991), un lăptar care a devenit contabil originar din Pawtucket, statul Rhode Island. Are un frate vitreg, William, din recăsătoria tatălui său. Redford are strămoși englezi, scoțieni și irlandezi.
Redford a urmat școala Van Nuys din Los Angeles, California, pe care a absolvit-o în 1954. A primit o bursă de baseball la Universitatea din Colorado, unde a fost membru al Frăției Sigma Kappa. În timp ce era student a lucrat la celebrul restaurant/bar "The Sink". A pierdut bursa din cauza consumului excesiv de alcool, care fusese probabil generat de moartea mamei sale, pe când Redford avea 18 ani. Mai târziu a studiat pictura la institutul Pratt din Brooklyn și a luat cursuri de teatru la Academia Americană de Artă Dramatică din New York City.
La 9 august 1958, în Las Vegas, Nevada, Robert Redford s-a căsătorit cu Lola Van Wagenen, care a renunțat la facultate pentru a se căsători cu el. Cuplul a avut patru copii împreună, David James ("Jamie"), Shauna, Amy Redford și Scott Anthony Redford. Scott, primul lor născut (născut la 1 septembrie 1959 și decedat la 17 noiembrie 1959) a fost înmormântat la cimitirul din Provo City, statul Utah. Lola și Robert au divorțat în 1985. Cei doi au cinci nepoți, Dylan și Lena Redford (copiii lui Jamie), Mica și Conor Schlosser (copiii fetei lor Shauna) și Eden August (Amy).
În iulie 2009, Redford s-a căsătorit cu partenera de mult timp, Sibylle Szaggars, în Hamburg, Germania.  Cuplul locuiește de la începutul anilor 1990 în Sundance, Utah.

## Carieră

### Televiziune
Începând cu anul 1959, el a apărut ca guest star în numeroase programe, inclusiv în The Untouchables, Whispering Smith, Perry Mason, Alfred Hitchcock Presents, Route 66, Dr. Kildare, Playhouse 90, Tate și The Twilight Zone. A fost nominalizat la Premiile Emy la "Cel mai bun actor în rol secundar" pentru The Voice of Charlie Pont (ABC, 1962). Una dintre ultimele sale apariții televizate a fost la 7 octombrie 1963 la Breaking Point, o dramă medicală despre psihiatrie.

### Teatru
Debutul pe Broadway al lui Redford a fost un mic rol în Tall Story (1959), urmat de The Highest Tree (1959) și Sunday in New York (1961). Succesul l-a obținut în rolul soțului lui Elizabeth Ashley în Barefoot in the Park (Desculț în parc) (1963).

### Film

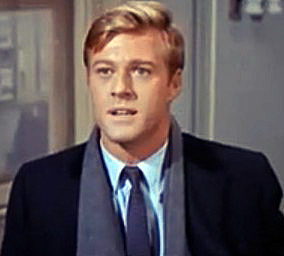
Redford în Desculț în parc.

În timp ce încă era în mare măsură un necunoscut, Redford și-a făcut debutul pe ecran în War Hunt (1962), alături de John Saxon într-un film despre ultimele zile ale războiului din Coreea. Acest film a marcat, de asemenea, debutul lui Sydney Pollack și Tom Skerritt. După succesul pe Broadway, a fost distribuit în roluri mai mari în filme. În Inside Daisy Clover (1965) el a jucat un star de cinema bisexual care se căsătorește cu starleta Natalie Wood. În 1966 joacă pentru prima dată cu Jane Fonda în The Chase. Fonda și Redford au apărut din nou în versiunea pentru marele ecran a piesei Desculț în parc (1967), apoi în 1979 în The Electric Horseman (Călărețul electric).
Redford a devenit preocupat de imaginea lui de blond stereotip și a refuzat roluri în Who's Afraid of Virginia Woolf? și The Graduate. Redford a găsit ceea ce căuta în filmul lui George Roy Hill Butch Cassidy and the Sundance Kid (1969), scenariu de William Goldman, în care el a fost asociat pentru prima oară cu Paul Newman. Filmul a fost un succes imens, l-a transformat într-un star și i-a cimentat imaginea sa pe ecran ca un tip inteligent, de încredere, bun și uneori sardonic.
Câteva din filmele lui Redford care nu au atins succesul de box office sunt Downhill Racer (1969), Tell Them Willie Boy Is Here (1969), Little Fauss and Big Halsy (1970) și The Hot Rock (1972). Dar cariera sa de ansamblu a fost înfloritoare cu numeroase filme apreciate atât de critici cât și de public.  Printre acestea se pot enumera, Jeremiah Johnson (1972), satira politică Candidatul (1972), The Way We Were (1973) și The Sting (1973), rol pentru care a fost nominalizat la premiul Oscar.
Pe parcursul anilor 1974 - 1976, Redford a fost în topul box-office cu filmele The Great Gatsby (1974), The Great Waldo Pepper (1975) și Three Days of the Condor (1975). Popularul și aclamatul Toți oamenii președintelui (1976), regizat de Alan J. Pakula și scris de Goldman, a fost un film care a constituit un punct de reper pentru Redford.

## Filmografie

### Actor
| An   | Film                                   | Rol                                      | Note |
| ---- | -------------------------------------- | ---------------------------------------- | --- |
| 1960 | Tall Story                             | jucător de basket                        | |
| 1962 | War Hunt                               | soldatul Roy Loomis                      | |
| 1962 | Nothing in the Dark                    | Harold Beldon                            | The Twilight Zone Episode |
| 1965 | Inside Daisy Clover                    | Wade Lewis                               | |
| 1965 | Situation Hopeless ... But Not Serious | Căpitanul Hank Wilson                    | |
| 1966 | This Property Is Condemned             | Owen Legate                              | |
| 1966 | The Chase                              | Charlie 'Bubber' Reeves                  | |
| 1967 | Barefoot in the Park                   | Paul Bratter                             | |
| 1969 | Butch Cassidy and the Sundance Kid     | The Sundance Kid                         | Premiul BAFTA pentru cel mai bun actor în rol principal de asemenea pentru Downhill Racer și Tell Them Willie Boy Is Here                     |
| 1969 | Tell Them Willie Boy Is Here           | Deputy Sheriff Christopher 'Coop' Cooper | Premiul BAFTA pentru cel mai bun actor în rol principal de asemenea pentru Downhill Racer și Butch Cassidy and the Sundance Kid               |
| 1969 | Downhill Racer                         | David Chappellet                         | Premiul BAFTA pentru cel mai bun actor în rol principal de asemenea pentru Tell Them Willie Boy Is Here și Butch Cassidy and the Sundance Kid |
| 1970 | Little Fauss and Big Halsy             | Halsy Knox                               | |
| 1972 | Jeremiah Johnson                       | Jeremiah Johnson                         | |
| 1972 | Candidatul                             | Bill McKay                               | |
| 1972 | The Hot Rock                           | John Archibald Dortmunder                | |
| 1973 | The Sting                              | Johnny Hooker                            | Nominalizat — Premiul Oscar pentru cel mai bun actor                                                                                          |
| 1973 | The Way We Were                        | Hubbell Gardiner                         | |
| 1974 | The Great Gatsby                       | Jay Gatsby                               | |
| 1975 | Three Days of the Condor               | Joseph Turner/The Condor                 | |
| 1975 | The Great Waldo Pepper                 | Waldo Pepper                             | |
| 1976 | Toți oamenii președintelui             | Bob Woodward                             | |
| 1977 | A Bridge Too Far                       | Major Julian Cook                        | |
| 1979 | The Electric Horseman                  | Norman 'Sonny' Steele                    | |
| 1980 | Brubaker                               | Henry Brubaker                           | |
| 1984 | Născut învingător                      | Roy Hobbs                                | |
| 1985 | Out of Africa                          | Denys Finch Hatton                       | |
| 1986 | Legal Eagles                           | Tom Logan                                | |
| 1990 | Havana                                 | Jack Weil                                | |
| 1992 | A River Runs Through It                | Narator                                  | Doar voce De asemenea producător/regizor |
| 1992 | Sneakers                               | Martin "Marty" Bishop                    | |
| 1992 | Incident at Oglala                     | Narator                                  | |
| 1993 | Indecent Proposal                      | John Gage                                | |
| 1993 | La Classe américaine                   | Steven                                   | |
| 1996 | Up Close & Personal                    | Warren Justice                           | |
| 1998 | The Horse Whisperer                    | Tom Booker                               | De asemnea producător/regizor |
| 2001 | Spy Game                               | Nathan D. Muir                           | |
| 2001 | Ultimul castel                         | Lt. Gen. Eugene Irwin                    | |
| 2004 | The Clearing                           | Wayne Hayes                              | |
| 2004 | Sacred Planet                          | Narator                                  | |
| 2005 | An Unfinished Life                     | Einar Gilkyson                           | |
| 2006 | Charlotte's Web                        | Ike                                      | Numai voce |
| 2007 | Lions for Lambs                        | Dr. Stephen Malley                       | De asemnea producător/regizor |
| 2013 | All is lost                            |                                          | |
| 2018 | The Old Man & the Gun                  |                                          | |

### Regizor
| An   | Film                                       | Note |
| ---- | ------------------------------------------ | --- |
| 1980 | Ordinary People                            | Premiul Oscar pentru cel mai bun regizor Directors Guild of America Award for Outstanding Directing - Feature Film Premiul Globul de Aur pentru cel mai bun regizor                                                                                               |
| 1988 | The Milagro Beanfield War                  | |
| 1992 | A River Runs Through It                    | Nominalizat — Premiul Globul de Aur pentru cel mai bun regizor |
| 1994 | Quiz Show                                  | Nominalizat — Premiul Oscar pentru cel mai bun regizor Nominalizat — Premiul BAFTA pentru cel mai bun film Nominalizat — Directors Guild of America Award for Outstanding Directing - Feature Film Nominalizat — Premiul Globul de Aur pentru cel mai bun regizor |
| 1998 | Îmblânzitorul de cai (The Horse Whisperer) | Nominalizat — Premiul Globul de Aur pentru cel mai bun regizor |
| 2000 | The Legend of Bagger Vance                 | |
| 2007 | Lions for Lambs                            | |
| 2010 | The Conspirator                            | |